# NGC 1759
NGC 1759 è una galassia ellittica molto lontana e estremamente vasta, situata nella costellazione del Bulino, a una distanza di circa 783 milioni di anni luce dalla nostra Via Lattea.

## Scoperta
La galassia è stata scoperta il 28 novembre 1837 dall'astronomo britannico John Herschel.